# Boheman
Boheman eller Bohman är en borgarsläkt från Jönköping vars stamfader är Anders Bohman som var kopparslagare och rådman där. Släktnamnet upptogs av hans söner.
Släktens äldre gren härstammar från Anders Bohmans son, lagmannen Johan Henrik Boheman (1760–1824). Dennes son Carl Henrik Boheman (1796–1868) var en berömd entomolog, vilken blev far till översten Ernst Boheman och farfar till ambassadören Erik Boheman.
Hovsekreteraren och mystikern Carl Adolf Boheman (1764–1831) var bror till Johan Henrik Boheman, och likaså häradshövdingen i Vikbolands domsaga i Östergötland, Gustaf Boheman (1773–1845), den senare stamfader för släktens yngre gren samt farfar till biblioteksmannen och språkvetaren Mauritz Boheman (1858-1908), gift med Ezaline Boheman, född Giron, som var en förgrundsgestalt för kvinnlig rösträtt.